# Frédéric Lazard
Frédéric Lazard (Marsiglia, 20 febbraio 1883 – Le Vésinet, 18 novembre 1948) è stato uno scacchista e compositore di scacchi francese.
Nel 1926 fu pari primo con André Chéron nel quarto campionato francese, ma Chéron vinse lo spareggio. Fece parte della squadra francese nell'Olimpiade non ufficiale di Parigi 1924.
È noto principalmente come compositore di problemi e di studi. Raccolse molte sue composizioni nel libro Mes problémes et études d'échecs (Parigi, 1929), con prefazione dell'allora campione del mondo Aleksandr Alechin.
Contribuì con Savelij Tartakover alla stesura del libro di Maurice Beaucaire e Pierre Vincent Pour apprendre à jouer aux échecs (Parigi, 1946).
Due suoi problemi:
|   | a | b | c | d | e | f | g | h |   |
| 8 | c8 torre del nero · d8 re del nero · f8 re del bianco · c7 torre del nero · d7 pedone del nero · e7 pedone del nero · b6 donna del bianco · e6 pedone del bianco · c1 torre del bianco | c8 torre del nero · d8 re del nero · f8 re del bianco · c7 torre del nero · d7 pedone del nero · e7 pedone del nero · b6 donna del bianco · e6 pedone del bianco · c1 torre del bianco | c8 torre del nero · d8 re del nero · f8 re del bianco · c7 torre del nero · d7 pedone del nero · e7 pedone del nero · b6 donna del bianco · e6 pedone del bianco · c1 torre del bianco | c8 torre del nero · d8 re del nero · f8 re del bianco · c7 torre del nero · d7 pedone del nero · e7 pedone del nero · b6 donna del bianco · e6 pedone del bianco · c1 torre del bianco | c8 torre del nero · d8 re del nero · f8 re del bianco · c7 torre del nero · d7 pedone del nero · e7 pedone del nero · b6 donna del bianco · e6 pedone del bianco · c1 torre del bianco | c8 torre del nero · d8 re del nero · f8 re del bianco · c7 torre del nero · d7 pedone del nero · e7 pedone del nero · b6 donna del bianco · e6 pedone del bianco · c1 torre del bianco | c8 torre del nero · d8 re del nero · f8 re del bianco · c7 torre del nero · d7 pedone del nero · e7 pedone del nero · b6 donna del bianco · e6 pedone del bianco · c1 torre del bianco | c8 torre del nero · d8 re del nero · f8 re del bianco · c7 torre del nero · d7 pedone del nero · e7 pedone del nero · b6 donna del bianco · e6 pedone del bianco · c1 torre del bianco | 8 |
| 7 | c8 torre del nero · d8 re del nero · f8 re del bianco · c7 torre del nero · d7 pedone del nero · e7 pedone del nero · b6 donna del bianco · e6 pedone del bianco · c1 torre del bianco | c8 torre del nero · d8 re del nero · f8 re del bianco · c7 torre del nero · d7 pedone del nero · e7 pedone del nero · b6 donna del bianco · e6 pedone del bianco · c1 torre del bianco | c8 torre del nero · d8 re del nero · f8 re del bianco · c7 torre del nero · d7 pedone del nero · e7 pedone del nero · b6 donna del bianco · e6 pedone del bianco · c1 torre del bianco | c8 torre del nero · d8 re del nero · f8 re del bianco · c7 torre del nero · d7 pedone del nero · e7 pedone del nero · b6 donna del bianco · e6 pedone del bianco · c1 torre del bianco | c8 torre del nero · d8 re del nero · f8 re del bianco · c7 torre del nero · d7 pedone del nero · e7 pedone del nero · b6 donna del bianco · e6 pedone del bianco · c1 torre del bianco | c8 torre del nero · d8 re del nero · f8 re del bianco · c7 torre del nero · d7 pedone del nero · e7 pedone del nero · b6 donna del bianco · e6 pedone del bianco · c1 torre del bianco | c8 torre del nero · d8 re del nero · f8 re del bianco · c7 torre del nero · d7 pedone del nero · e7 pedone del nero · b6 donna del bianco · e6 pedone del bianco · c1 torre del bianco | c8 torre del nero · d8 re del nero · f8 re del bianco · c7 torre del nero · d7 pedone del nero · e7 pedone del nero · b6 donna del bianco · e6 pedone del bianco · c1 torre del bianco | 7 |
| 6 | c8 torre del nero · d8 re del nero · f8 re del bianco · c7 torre del nero · d7 pedone del nero · e7 pedone del nero · b6 donna del bianco · e6 pedone del bianco · c1 torre del bianco | c8 torre del nero · d8 re del nero · f8 re del bianco · c7 torre del nero · d7 pedone del nero · e7 pedone del nero · b6 donna del bianco · e6 pedone del bianco · c1 torre del bianco | c8 torre del nero · d8 re del nero · f8 re del bianco · c7 torre del nero · d7 pedone del nero · e7 pedone del nero · b6 donna del bianco · e6 pedone del bianco · c1 torre del bianco | c8 torre del nero · d8 re del nero · f8 re del bianco · c7 torre del nero · d7 pedone del nero · e7 pedone del nero · b6 donna del bianco · e6 pedone del bianco · c1 torre del bianco | c8 torre del nero · d8 re del nero · f8 re del bianco · c7 torre del nero · d7 pedone del nero · e7 pedone del nero · b6 donna del bianco · e6 pedone del bianco · c1 torre del bianco | c8 torre del nero · d8 re del nero · f8 re del bianco · c7 torre del nero · d7 pedone del nero · e7 pedone del nero · b6 donna del bianco · e6 pedone del bianco · c1 torre del bianco | c8 torre del nero · d8 re del nero · f8 re del bianco · c7 torre del nero · d7 pedone del nero · e7 pedone del nero · b6 donna del bianco · e6 pedone del bianco · c1 torre del bianco | c8 torre del nero · d8 re del nero · f8 re del bianco · c7 torre del nero · d7 pedone del nero · e7 pedone del nero · b6 donna del bianco · e6 pedone del bianco · c1 torre del bianco | 6 |
| 5 | c8 torre del nero · d8 re del nero · f8 re del bianco · c7 torre del nero · d7 pedone del nero · e7 pedone del nero · b6 donna del bianco · e6 pedone del bianco · c1 torre del bianco | c8 torre del nero · d8 re del nero · f8 re del bianco · c7 torre del nero · d7 pedone del nero · e7 pedone del nero · b6 donna del bianco · e6 pedone del bianco · c1 torre del bianco | c8 torre del nero · d8 re del nero · f8 re del bianco · c7 torre del nero · d7 pedone del nero · e7 pedone del nero · b6 donna del bianco · e6 pedone del bianco · c1 torre del bianco | c8 torre del nero · d8 re del nero · f8 re del bianco · c7 torre del nero · d7 pedone del nero · e7 pedone del nero · b6 donna del bianco · e6 pedone del bianco · c1 torre del bianco | c8 torre del nero · d8 re del nero · f8 re del bianco · c7 torre del nero · d7 pedone del nero · e7 pedone del nero · b6 donna del bianco · e6 pedone del bianco · c1 torre del bianco | c8 torre del nero · d8 re del nero · f8 re del bianco · c7 torre del nero · d7 pedone del nero · e7 pedone del nero · b6 donna del bianco · e6 pedone del bianco · c1 torre del bianco | c8 torre del nero · d8 re del nero · f8 re del bianco · c7 torre del nero · d7 pedone del nero · e7 pedone del nero · b6 donna del bianco · e6 pedone del bianco · c1 torre del bianco | c8 torre del nero · d8 re del nero · f8 re del bianco · c7 torre del nero · d7 pedone del nero · e7 pedone del nero · b6 donna del bianco · e6 pedone del bianco · c1 torre del bianco | 5 |
| 4 | c8 torre del nero · d8 re del nero · f8 re del bianco · c7 torre del nero · d7 pedone del nero · e7 pedone del nero · b6 donna del bianco · e6 pedone del bianco · c1 torre del bianco | c8 torre del nero · d8 re del nero · f8 re del bianco · c7 torre del nero · d7 pedone del nero · e7 pedone del nero · b6 donna del bianco · e6 pedone del bianco · c1 torre del bianco | c8 torre del nero · d8 re del nero · f8 re del bianco · c7 torre del nero · d7 pedone del nero · e7 pedone del nero · b6 donna del bianco · e6 pedone del bianco · c1 torre del bianco | c8 torre del nero · d8 re del nero · f8 re del bianco · c7 torre del nero · d7 pedone del nero · e7 pedone del nero · b6 donna del bianco · e6 pedone del bianco · c1 torre del bianco | c8 torre del nero · d8 re del nero · f8 re del bianco · c7 torre del nero · d7 pedone del nero · e7 pedone del nero · b6 donna del bianco · e6 pedone del bianco · c1 torre del bianco | c8 torre del nero · d8 re del nero · f8 re del bianco · c7 torre del nero · d7 pedone del nero · e7 pedone del nero · b6 donna del bianco · e6 pedone del bianco · c1 torre del bianco | c8 torre del nero · d8 re del nero · f8 re del bianco · c7 torre del nero · d7 pedone del nero · e7 pedone del nero · b6 donna del bianco · e6 pedone del bianco · c1 torre del bianco | c8 torre del nero · d8 re del nero · f8 re del bianco · c7 torre del nero · d7 pedone del nero · e7 pedone del nero · b6 donna del bianco · e6 pedone del bianco · c1 torre del bianco | 4 |
| 3 | c8 torre del nero · d8 re del nero · f8 re del bianco · c7 torre del nero · d7 pedone del nero · e7 pedone del nero · b6 donna del bianco · e6 pedone del bianco · c1 torre del bianco | c8 torre del nero · d8 re del nero · f8 re del bianco · c7 torre del nero · d7 pedone del nero · e7 pedone del nero · b6 donna del bianco · e6 pedone del bianco · c1 torre del bianco | c8 torre del nero · d8 re del nero · f8 re del bianco · c7 torre del nero · d7 pedone del nero · e7 pedone del nero · b6 donna del bianco · e6 pedone del bianco · c1 torre del bianco | c8 torre del nero · d8 re del nero · f8 re del bianco · c7 torre del nero · d7 pedone del nero · e7 pedone del nero · b6 donna del bianco · e6 pedone del bianco · c1 torre del bianco | c8 torre del nero · d8 re del nero · f8 re del bianco · c7 torre del nero · d7 pedone del nero · e7 pedone del nero · b6 donna del bianco · e6 pedone del bianco · c1 torre del bianco | c8 torre del nero · d8 re del nero · f8 re del bianco · c7 torre del nero · d7 pedone del nero · e7 pedone del nero · b6 donna del bianco · e6 pedone del bianco · c1 torre del bianco | c8 torre del nero · d8 re del nero · f8 re del bianco · c7 torre del nero · d7 pedone del nero · e7 pedone del nero · b6 donna del bianco · e6 pedone del bianco · c1 torre del bianco | c8 torre del nero · d8 re del nero · f8 re del bianco · c7 torre del nero · d7 pedone del nero · e7 pedone del nero · b6 donna del bianco · e6 pedone del bianco · c1 torre del bianco | 3 |
| 2 | c8 torre del nero · d8 re del nero · f8 re del bianco · c7 torre del nero · d7 pedone del nero · e7 pedone del nero · b6 donna del bianco · e6 pedone del bianco · c1 torre del bianco | c8 torre del nero · d8 re del nero · f8 re del bianco · c7 torre del nero · d7 pedone del nero · e7 pedone del nero · b6 donna del bianco · e6 pedone del bianco · c1 torre del bianco | c8 torre del nero · d8 re del nero · f8 re del bianco · c7 torre del nero · d7 pedone del nero · e7 pedone del nero · b6 donna del bianco · e6 pedone del bianco · c1 torre del bianco | c8 torre del nero · d8 re del nero · f8 re del bianco · c7 torre del nero · d7 pedone del nero · e7 pedone del nero · b6 donna del bianco · e6 pedone del bianco · c1 torre del bianco | c8 torre del nero · d8 re del nero · f8 re del bianco · c7 torre del nero · d7 pedone del nero · e7 pedone del nero · b6 donna del bianco · e6 pedone del bianco · c1 torre del bianco | c8 torre del nero · d8 re del nero · f8 re del bianco · c7 torre del nero · d7 pedone del nero · e7 pedone del nero · b6 donna del bianco · e6 pedone del bianco · c1 torre del bianco | c8 torre del nero · d8 re del nero · f8 re del bianco · c7 torre del nero · d7 pedone del nero · e7 pedone del nero · b6 donna del bianco · e6 pedone del bianco · c1 torre del bianco | c8 torre del nero · d8 re del nero · f8 re del bianco · c7 torre del nero · d7 pedone del nero · e7 pedone del nero · b6 donna del bianco · e6 pedone del bianco · c1 torre del bianco | 2 |
| 1 | c8 torre del nero · d8 re del nero · f8 re del bianco · c7 torre del nero · d7 pedone del nero · e7 pedone del nero · b6 donna del bianco · e6 pedone del bianco · c1 torre del bianco | c8 torre del nero · d8 re del nero · f8 re del bianco · c7 torre del nero · d7 pedone del nero · e7 pedone del nero · b6 donna del bianco · e6 pedone del bianco · c1 torre del bianco | c8 torre del nero · d8 re del nero · f8 re del bianco · c7 torre del nero · d7 pedone del nero · e7 pedone del nero · b6 donna del bianco · e6 pedone del bianco · c1 torre del bianco | c8 torre del nero · d8 re del nero · f8 re del bianco · c7 torre del nero · d7 pedone del nero · e7 pedone del nero · b6 donna del bianco · e6 pedone del bianco · c1 torre del bianco | c8 torre del nero · d8 re del nero · f8 re del bianco · c7 torre del nero · d7 pedone del nero · e7 pedone del nero · b6 donna del bianco · e6 pedone del bianco · c1 torre del bianco | c8 torre del nero · d8 re del nero · f8 re del bianco · c7 torre del nero · d7 pedone del nero · e7 pedone del nero · b6 donna del bianco · e6 pedone del bianco · c1 torre del bianco | c8 torre del nero · d8 re del nero · f8 re del bianco · c7 torre del nero · d7 pedone del nero · e7 pedone del nero · b6 donna del bianco · e6 pedone del bianco · c1 torre del bianco | c8 torre del nero · d8 re del nero · f8 re del bianco · c7 torre del nero · d7 pedone del nero · e7 pedone del nero · b6 donna del bianco · e6 pedone del bianco · c1 torre del bianco | 1 |
|   | a | b | c | d | e | f | g | h |   |

|   | a | b | c | d | e | f | g | h |   |
| 8 | b8 cavallo del bianco · d8 cavallo del nero · g7 pedone del nero · d6 pedone del nero · e6 pedone del nero · g6 alfiere del bianco · a5 pedone del nero · b5 re del bianco · d5 re del nero · e5 pedone del nero · g5 torre del bianco · h5 pedone del bianco · b4 pedone del nero · f4 pedone del nero · g4 pedone del nero · b3 torre del nero · f3 torre del nero · c2 cavallo del bianco · d2 alfiere del nero · h1 donna del bianco | b8 cavallo del bianco · d8 cavallo del nero · g7 pedone del nero · d6 pedone del nero · e6 pedone del nero · g6 alfiere del bianco · a5 pedone del nero · b5 re del bianco · d5 re del nero · e5 pedone del nero · g5 torre del bianco · h5 pedone del bianco · b4 pedone del nero · f4 pedone del nero · g4 pedone del nero · b3 torre del nero · f3 torre del nero · c2 cavallo del bianco · d2 alfiere del nero · h1 donna del bianco | b8 cavallo del bianco · d8 cavallo del nero · g7 pedone del nero · d6 pedone del nero · e6 pedone del nero · g6 alfiere del bianco · a5 pedone del nero · b5 re del bianco · d5 re del nero · e5 pedone del nero · g5 torre del bianco · h5 pedone del bianco · b4 pedone del nero · f4 pedone del nero · g4 pedone del nero · b3 torre del nero · f3 torre del nero · c2 cavallo del bianco · d2 alfiere del nero · h1 donna del bianco | b8 cavallo del bianco · d8 cavallo del nero · g7 pedone del nero · d6 pedone del nero · e6 pedone del nero · g6 alfiere del bianco · a5 pedone del nero · b5 re del bianco · d5 re del nero · e5 pedone del nero · g5 torre del bianco · h5 pedone del bianco · b4 pedone del nero · f4 pedone del nero · g4 pedone del nero · b3 torre del nero · f3 torre del nero · c2 cavallo del bianco · d2 alfiere del nero · h1 donna del bianco | b8 cavallo del bianco · d8 cavallo del nero · g7 pedone del nero · d6 pedone del nero · e6 pedone del nero · g6 alfiere del bianco · a5 pedone del nero · b5 re del bianco · d5 re del nero · e5 pedone del nero · g5 torre del bianco · h5 pedone del bianco · b4 pedone del nero · f4 pedone del nero · g4 pedone del nero · b3 torre del nero · f3 torre del nero · c2 cavallo del bianco · d2 alfiere del nero · h1 donna del bianco | b8 cavallo del bianco · d8 cavallo del nero · g7 pedone del nero · d6 pedone del nero · e6 pedone del nero · g6 alfiere del bianco · a5 pedone del nero · b5 re del bianco · d5 re del nero · e5 pedone del nero · g5 torre del bianco · h5 pedone del bianco · b4 pedone del nero · f4 pedone del nero · g4 pedone del nero · b3 torre del nero · f3 torre del nero · c2 cavallo del bianco · d2 alfiere del nero · h1 donna del bianco | b8 cavallo del bianco · d8 cavallo del nero · g7 pedone del nero · d6 pedone del nero · e6 pedone del nero · g6 alfiere del bianco · a5 pedone del nero · b5 re del bianco · d5 re del nero · e5 pedone del nero · g5 torre del bianco · h5 pedone del bianco · b4 pedone del nero · f4 pedone del nero · g4 pedone del nero · b3 torre del nero · f3 torre del nero · c2 cavallo del bianco · d2 alfiere del nero · h1 donna del bianco | b8 cavallo del bianco · d8 cavallo del nero · g7 pedone del nero · d6 pedone del nero · e6 pedone del nero · g6 alfiere del bianco · a5 pedone del nero · b5 re del bianco · d5 re del nero · e5 pedone del nero · g5 torre del bianco · h5 pedone del bianco · b4 pedone del nero · f4 pedone del nero · g4 pedone del nero · b3 torre del nero · f3 torre del nero · c2 cavallo del bianco · d2 alfiere del nero · h1 donna del bianco | 8 |
| 7 | b8 cavallo del bianco · d8 cavallo del nero · g7 pedone del nero · d6 pedone del nero · e6 pedone del nero · g6 alfiere del bianco · a5 pedone del nero · b5 re del bianco · d5 re del nero · e5 pedone del nero · g5 torre del bianco · h5 pedone del bianco · b4 pedone del nero · f4 pedone del nero · g4 pedone del nero · b3 torre del nero · f3 torre del nero · c2 cavallo del bianco · d2 alfiere del nero · h1 donna del bianco | b8 cavallo del bianco · d8 cavallo del nero · g7 pedone del nero · d6 pedone del nero · e6 pedone del nero · g6 alfiere del bianco · a5 pedone del nero · b5 re del bianco · d5 re del nero · e5 pedone del nero · g5 torre del bianco · h5 pedone del bianco · b4 pedone del nero · f4 pedone del nero · g4 pedone del nero · b3 torre del nero · f3 torre del nero · c2 cavallo del bianco · d2 alfiere del nero · h1 donna del bianco | b8 cavallo del bianco · d8 cavallo del nero · g7 pedone del nero · d6 pedone del nero · e6 pedone del nero · g6 alfiere del bianco · a5 pedone del nero · b5 re del bianco · d5 re del nero · e5 pedone del nero · g5 torre del bianco · h5 pedone del bianco · b4 pedone del nero · f4 pedone del nero · g4 pedone del nero · b3 torre del nero · f3 torre del nero · c2 cavallo del bianco · d2 alfiere del nero · h1 donna del bianco | b8 cavallo del bianco · d8 cavallo del nero · g7 pedone del nero · d6 pedone del nero · e6 pedone del nero · g6 alfiere del bianco · a5 pedone del nero · b5 re del bianco · d5 re del nero · e5 pedone del nero · g5 torre del bianco · h5 pedone del bianco · b4 pedone del nero · f4 pedone del nero · g4 pedone del nero · b3 torre del nero · f3 torre del nero · c2 cavallo del bianco · d2 alfiere del nero · h1 donna del bianco | b8 cavallo del bianco · d8 cavallo del nero · g7 pedone del nero · d6 pedone del nero · e6 pedone del nero · g6 alfiere del bianco · a5 pedone del nero · b5 re del bianco · d5 re del nero · e5 pedone del nero · g5 torre del bianco · h5 pedone del bianco · b4 pedone del nero · f4 pedone del nero · g4 pedone del nero · b3 torre del nero · f3 torre del nero · c2 cavallo del bianco · d2 alfiere del nero · h1 donna del bianco | b8 cavallo del bianco · d8 cavallo del nero · g7 pedone del nero · d6 pedone del nero · e6 pedone del nero · g6 alfiere del bianco · a5 pedone del nero · b5 re del bianco · d5 re del nero · e5 pedone del nero · g5 torre del bianco · h5 pedone del bianco · b4 pedone del nero · f4 pedone del nero · g4 pedone del nero · b3 torre del nero · f3 torre del nero · c2 cavallo del bianco · d2 alfiere del nero · h1 donna del bianco | b8 cavallo del bianco · d8 cavallo del nero · g7 pedone del nero · d6 pedone del nero · e6 pedone del nero · g6 alfiere del bianco · a5 pedone del nero · b5 re del bianco · d5 re del nero · e5 pedone del nero · g5 torre del bianco · h5 pedone del bianco · b4 pedone del nero · f4 pedone del nero · g4 pedone del nero · b3 torre del nero · f3 torre del nero · c2 cavallo del bianco · d2 alfiere del nero · h1 donna del bianco | b8 cavallo del bianco · d8 cavallo del nero · g7 pedone del nero · d6 pedone del nero · e6 pedone del nero · g6 alfiere del bianco · a5 pedone del nero · b5 re del bianco · d5 re del nero · e5 pedone del nero · g5 torre del bianco · h5 pedone del bianco · b4 pedone del nero · f4 pedone del nero · g4 pedone del nero · b3 torre del nero · f3 torre del nero · c2 cavallo del bianco · d2 alfiere del nero · h1 donna del bianco | 7 |
| 6 | b8 cavallo del bianco · d8 cavallo del nero · g7 pedone del nero · d6 pedone del nero · e6 pedone del nero · g6 alfiere del bianco · a5 pedone del nero · b5 re del bianco · d5 re del nero · e5 pedone del nero · g5 torre del bianco · h5 pedone del bianco · b4 pedone del nero · f4 pedone del nero · g4 pedone del nero · b3 torre del nero · f3 torre del nero · c2 cavallo del bianco · d2 alfiere del nero · h1 donna del bianco | b8 cavallo del bianco · d8 cavallo del nero · g7 pedone del nero · d6 pedone del nero · e6 pedone del nero · g6 alfiere del bianco · a5 pedone del nero · b5 re del bianco · d5 re del nero · e5 pedone del nero · g5 torre del bianco · h5 pedone del bianco · b4 pedone del nero · f4 pedone del nero · g4 pedone del nero · b3 torre del nero · f3 torre del nero · c2 cavallo del bianco · d2 alfiere del nero · h1 donna del bianco | b8 cavallo del bianco · d8 cavallo del nero · g7 pedone del nero · d6 pedone del nero · e6 pedone del nero · g6 alfiere del bianco · a5 pedone del nero · b5 re del bianco · d5 re del nero · e5 pedone del nero · g5 torre del bianco · h5 pedone del bianco · b4 pedone del nero · f4 pedone del nero · g4 pedone del nero · b3 torre del nero · f3 torre del nero · c2 cavallo del bianco · d2 alfiere del nero · h1 donna del bianco | b8 cavallo del bianco · d8 cavallo del nero · g7 pedone del nero · d6 pedone del nero · e6 pedone del nero · g6 alfiere del bianco · a5 pedone del nero · b5 re del bianco · d5 re del nero · e5 pedone del nero · g5 torre del bianco · h5 pedone del bianco · b4 pedone del nero · f4 pedone del nero · g4 pedone del nero · b3 torre del nero · f3 torre del nero · c2 cavallo del bianco · d2 alfiere del nero · h1 donna del bianco | b8 cavallo del bianco · d8 cavallo del nero · g7 pedone del nero · d6 pedone del nero · e6 pedone del nero · g6 alfiere del bianco · a5 pedone del nero · b5 re del bianco · d5 re del nero · e5 pedone del nero · g5 torre del bianco · h5 pedone del bianco · b4 pedone del nero · f4 pedone del nero · g4 pedone del nero · b3 torre del nero · f3 torre del nero · c2 cavallo del bianco · d2 alfiere del nero · h1 donna del bianco | b8 cavallo del bianco · d8 cavallo del nero · g7 pedone del nero · d6 pedone del nero · e6 pedone del nero · g6 alfiere del bianco · a5 pedone del nero · b5 re del bianco · d5 re del nero · e5 pedone del nero · g5 torre del bianco · h5 pedone del bianco · b4 pedone del nero · f4 pedone del nero · g4 pedone del nero · b3 torre del nero · f3 torre del nero · c2 cavallo del bianco · d2 alfiere del nero · h1 donna del bianco | b8 cavallo del bianco · d8 cavallo del nero · g7 pedone del nero · d6 pedone del nero · e6 pedone del nero · g6 alfiere del bianco · a5 pedone del nero · b5 re del bianco · d5 re del nero · e5 pedone del nero · g5 torre del bianco · h5 pedone del bianco · b4 pedone del nero · f4 pedone del nero · g4 pedone del nero · b3 torre del nero · f3 torre del nero · c2 cavallo del bianco · d2 alfiere del nero · h1 donna del bianco | b8 cavallo del bianco · d8 cavallo del nero · g7 pedone del nero · d6 pedone del nero · e6 pedone del nero · g6 alfiere del bianco · a5 pedone del nero · b5 re del bianco · d5 re del nero · e5 pedone del nero · g5 torre del bianco · h5 pedone del bianco · b4 pedone del nero · f4 pedone del nero · g4 pedone del nero · b3 torre del nero · f3 torre del nero · c2 cavallo del bianco · d2 alfiere del nero · h1 donna del bianco | 6 |
| 5 | b8 cavallo del bianco · d8 cavallo del nero · g7 pedone del nero · d6 pedone del nero · e6 pedone del nero · g6 alfiere del bianco · a5 pedone del nero · b5 re del bianco · d5 re del nero · e5 pedone del nero · g5 torre del bianco · h5 pedone del bianco · b4 pedone del nero · f4 pedone del nero · g4 pedone del nero · b3 torre del nero · f3 torre del nero · c2 cavallo del bianco · d2 alfiere del nero · h1 donna del bianco | b8 cavallo del bianco · d8 cavallo del nero · g7 pedone del nero · d6 pedone del nero · e6 pedone del nero · g6 alfiere del bianco · a5 pedone del nero · b5 re del bianco · d5 re del nero · e5 pedone del nero · g5 torre del bianco · h5 pedone del bianco · b4 pedone del nero · f4 pedone del nero · g4 pedone del nero · b3 torre del nero · f3 torre del nero · c2 cavallo del bianco · d2 alfiere del nero · h1 donna del bianco | b8 cavallo del bianco · d8 cavallo del nero · g7 pedone del nero · d6 pedone del nero · e6 pedone del nero · g6 alfiere del bianco · a5 pedone del nero · b5 re del bianco · d5 re del nero · e5 pedone del nero · g5 torre del bianco · h5 pedone del bianco · b4 pedone del nero · f4 pedone del nero · g4 pedone del nero · b3 torre del nero · f3 torre del nero · c2 cavallo del bianco · d2 alfiere del nero · h1 donna del bianco | b8 cavallo del bianco · d8 cavallo del nero · g7 pedone del nero · d6 pedone del nero · e6 pedone del nero · g6 alfiere del bianco · a5 pedone del nero · b5 re del bianco · d5 re del nero · e5 pedone del nero · g5 torre del bianco · h5 pedone del bianco · b4 pedone del nero · f4 pedone del nero · g4 pedone del nero · b3 torre del nero · f3 torre del nero · c2 cavallo del bianco · d2 alfiere del nero · h1 donna del bianco | b8 cavallo del bianco · d8 cavallo del nero · g7 pedone del nero · d6 pedone del nero · e6 pedone del nero · g6 alfiere del bianco · a5 pedone del nero · b5 re del bianco · d5 re del nero · e5 pedone del nero · g5 torre del bianco · h5 pedone del bianco · b4 pedone del nero · f4 pedone del nero · g4 pedone del nero · b3 torre del nero · f3 torre del nero · c2 cavallo del bianco · d2 alfiere del nero · h1 donna del bianco | b8 cavallo del bianco · d8 cavallo del nero · g7 pedone del nero · d6 pedone del nero · e6 pedone del nero · g6 alfiere del bianco · a5 pedone del nero · b5 re del bianco · d5 re del nero · e5 pedone del nero · g5 torre del bianco · h5 pedone del bianco · b4 pedone del nero · f4 pedone del nero · g4 pedone del nero · b3 torre del nero · f3 torre del nero · c2 cavallo del bianco · d2 alfiere del nero · h1 donna del bianco | b8 cavallo del bianco · d8 cavallo del nero · g7 pedone del nero · d6 pedone del nero · e6 pedone del nero · g6 alfiere del bianco · a5 pedone del nero · b5 re del bianco · d5 re del nero · e5 pedone del nero · g5 torre del bianco · h5 pedone del bianco · b4 pedone del nero · f4 pedone del nero · g4 pedone del nero · b3 torre del nero · f3 torre del nero · c2 cavallo del bianco · d2 alfiere del nero · h1 donna del bianco | b8 cavallo del bianco · d8 cavallo del nero · g7 pedone del nero · d6 pedone del nero · e6 pedone del nero · g6 alfiere del bianco · a5 pedone del nero · b5 re del bianco · d5 re del nero · e5 pedone del nero · g5 torre del bianco · h5 pedone del bianco · b4 pedone del nero · f4 pedone del nero · g4 pedone del nero · b3 torre del nero · f3 torre del nero · c2 cavallo del bianco · d2 alfiere del nero · h1 donna del bianco | 5 |
| 4 | b8 cavallo del bianco · d8 cavallo del nero · g7 pedone del nero · d6 pedone del nero · e6 pedone del nero · g6 alfiere del bianco · a5 pedone del nero · b5 re del bianco · d5 re del nero · e5 pedone del nero · g5 torre del bianco · h5 pedone del bianco · b4 pedone del nero · f4 pedone del nero · g4 pedone del nero · b3 torre del nero · f3 torre del nero · c2 cavallo del bianco · d2 alfiere del nero · h1 donna del bianco | b8 cavallo del bianco · d8 cavallo del nero · g7 pedone del nero · d6 pedone del nero · e6 pedone del nero · g6 alfiere del bianco · a5 pedone del nero · b5 re del bianco · d5 re del nero · e5 pedone del nero · g5 torre del bianco · h5 pedone del bianco · b4 pedone del nero · f4 pedone del nero · g4 pedone del nero · b3 torre del nero · f3 torre del nero · c2 cavallo del bianco · d2 alfiere del nero · h1 donna del bianco | b8 cavallo del bianco · d8 cavallo del nero · g7 pedone del nero · d6 pedone del nero · e6 pedone del nero · g6 alfiere del bianco · a5 pedone del nero · b5 re del bianco · d5 re del nero · e5 pedone del nero · g5 torre del bianco · h5 pedone del bianco · b4 pedone del nero · f4 pedone del nero · g4 pedone del nero · b3 torre del nero · f3 torre del nero · c2 cavallo del bianco · d2 alfiere del nero · h1 donna del bianco | b8 cavallo del bianco · d8 cavallo del nero · g7 pedone del nero · d6 pedone del nero · e6 pedone del nero · g6 alfiere del bianco · a5 pedone del nero · b5 re del bianco · d5 re del nero · e5 pedone del nero · g5 torre del bianco · h5 pedone del bianco · b4 pedone del nero · f4 pedone del nero · g4 pedone del nero · b3 torre del nero · f3 torre del nero · c2 cavallo del bianco · d2 alfiere del nero · h1 donna del bianco | b8 cavallo del bianco · d8 cavallo del nero · g7 pedone del nero · d6 pedone del nero · e6 pedone del nero · g6 alfiere del bianco · a5 pedone del nero · b5 re del bianco · d5 re del nero · e5 pedone del nero · g5 torre del bianco · h5 pedone del bianco · b4 pedone del nero · f4 pedone del nero · g4 pedone del nero · b3 torre del nero · f3 torre del nero · c2 cavallo del bianco · d2 alfiere del nero · h1 donna del bianco | b8 cavallo del bianco · d8 cavallo del nero · g7 pedone del nero · d6 pedone del nero · e6 pedone del nero · g6 alfiere del bianco · a5 pedone del nero · b5 re del bianco · d5 re del nero · e5 pedone del nero · g5 torre del bianco · h5 pedone del bianco · b4 pedone del nero · f4 pedone del nero · g4 pedone del nero · b3 torre del nero · f3 torre del nero · c2 cavallo del bianco · d2 alfiere del nero · h1 donna del bianco | b8 cavallo del bianco · d8 cavallo del nero · g7 pedone del nero · d6 pedone del nero · e6 pedone del nero · g6 alfiere del bianco · a5 pedone del nero · b5 re del bianco · d5 re del nero · e5 pedone del nero · g5 torre del bianco · h5 pedone del bianco · b4 pedone del nero · f4 pedone del nero · g4 pedone del nero · b3 torre del nero · f3 torre del nero · c2 cavallo del bianco · d2 alfiere del nero · h1 donna del bianco | b8 cavallo del bianco · d8 cavallo del nero · g7 pedone del nero · d6 pedone del nero · e6 pedone del nero · g6 alfiere del bianco · a5 pedone del nero · b5 re del bianco · d5 re del nero · e5 pedone del nero · g5 torre del bianco · h5 pedone del bianco · b4 pedone del nero · f4 pedone del nero · g4 pedone del nero · b3 torre del nero · f3 torre del nero · c2 cavallo del bianco · d2 alfiere del nero · h1 donna del bianco | 4 |
| 3 | b8 cavallo del bianco · d8 cavallo del nero · g7 pedone del nero · d6 pedone del nero · e6 pedone del nero · g6 alfiere del bianco · a5 pedone del nero · b5 re del bianco · d5 re del nero · e5 pedone del nero · g5 torre del bianco · h5 pedone del bianco · b4 pedone del nero · f4 pedone del nero · g4 pedone del nero · b3 torre del nero · f3 torre del nero · c2 cavallo del bianco · d2 alfiere del nero · h1 donna del bianco | b8 cavallo del bianco · d8 cavallo del nero · g7 pedone del nero · d6 pedone del nero · e6 pedone del nero · g6 alfiere del bianco · a5 pedone del nero · b5 re del bianco · d5 re del nero · e5 pedone del nero · g5 torre del bianco · h5 pedone del bianco · b4 pedone del nero · f4 pedone del nero · g4 pedone del nero · b3 torre del nero · f3 torre del nero · c2 cavallo del bianco · d2 alfiere del nero · h1 donna del bianco | b8 cavallo del bianco · d8 cavallo del nero · g7 pedone del nero · d6 pedone del nero · e6 pedone del nero · g6 alfiere del bianco · a5 pedone del nero · b5 re del bianco · d5 re del nero · e5 pedone del nero · g5 torre del bianco · h5 pedone del bianco · b4 pedone del nero · f4 pedone del nero · g4 pedone del nero · b3 torre del nero · f3 torre del nero · c2 cavallo del bianco · d2 alfiere del nero · h1 donna del bianco | b8 cavallo del bianco · d8 cavallo del nero · g7 pedone del nero · d6 pedone del nero · e6 pedone del nero · g6 alfiere del bianco · a5 pedone del nero · b5 re del bianco · d5 re del nero · e5 pedone del nero · g5 torre del bianco · h5 pedone del bianco · b4 pedone del nero · f4 pedone del nero · g4 pedone del nero · b3 torre del nero · f3 torre del nero · c2 cavallo del bianco · d2 alfiere del nero · h1 donna del bianco | b8 cavallo del bianco · d8 cavallo del nero · g7 pedone del nero · d6 pedone del nero · e6 pedone del nero · g6 alfiere del bianco · a5 pedone del nero · b5 re del bianco · d5 re del nero · e5 pedone del nero · g5 torre del bianco · h5 pedone del bianco · b4 pedone del nero · f4 pedone del nero · g4 pedone del nero · b3 torre del nero · f3 torre del nero · c2 cavallo del bianco · d2 alfiere del nero · h1 donna del bianco | b8 cavallo del bianco · d8 cavallo del nero · g7 pedone del nero · d6 pedone del nero · e6 pedone del nero · g6 alfiere del bianco · a5 pedone del nero · b5 re del bianco · d5 re del nero · e5 pedone del nero · g5 torre del bianco · h5 pedone del bianco · b4 pedone del nero · f4 pedone del nero · g4 pedone del nero · b3 torre del nero · f3 torre del nero · c2 cavallo del bianco · d2 alfiere del nero · h1 donna del bianco | b8 cavallo del bianco · d8 cavallo del nero · g7 pedone del nero · d6 pedone del nero · e6 pedone del nero · g6 alfiere del bianco · a5 pedone del nero · b5 re del bianco · d5 re del nero · e5 pedone del nero · g5 torre del bianco · h5 pedone del bianco · b4 pedone del nero · f4 pedone del nero · g4 pedone del nero · b3 torre del nero · f3 torre del nero · c2 cavallo del bianco · d2 alfiere del nero · h1 donna del bianco | b8 cavallo del bianco · d8 cavallo del nero · g7 pedone del nero · d6 pedone del nero · e6 pedone del nero · g6 alfiere del bianco · a5 pedone del nero · b5 re del bianco · d5 re del nero · e5 pedone del nero · g5 torre del bianco · h5 pedone del bianco · b4 pedone del nero · f4 pedone del nero · g4 pedone del nero · b3 torre del nero · f3 torre del nero · c2 cavallo del bianco · d2 alfiere del nero · h1 donna del bianco | 3 |
| 2 | b8 cavallo del bianco · d8 cavallo del nero · g7 pedone del nero · d6 pedone del nero · e6 pedone del nero · g6 alfiere del bianco · a5 pedone del nero · b5 re del bianco · d5 re del nero · e5 pedone del nero · g5 torre del bianco · h5 pedone del bianco · b4 pedone del nero · f4 pedone del nero · g4 pedone del nero · b3 torre del nero · f3 torre del nero · c2 cavallo del bianco · d2 alfiere del nero · h1 donna del bianco | b8 cavallo del bianco · d8 cavallo del nero · g7 pedone del nero · d6 pedone del nero · e6 pedone del nero · g6 alfiere del bianco · a5 pedone del nero · b5 re del bianco · d5 re del nero · e5 pedone del nero · g5 torre del bianco · h5 pedone del bianco · b4 pedone del nero · f4 pedone del nero · g4 pedone del nero · b3 torre del nero · f3 torre del nero · c2 cavallo del bianco · d2 alfiere del nero · h1 donna del bianco | b8 cavallo del bianco · d8 cavallo del nero · g7 pedone del nero · d6 pedone del nero · e6 pedone del nero · g6 alfiere del bianco · a5 pedone del nero · b5 re del bianco · d5 re del nero · e5 pedone del nero · g5 torre del bianco · h5 pedone del bianco · b4 pedone del nero · f4 pedone del nero · g4 pedone del nero · b3 torre del nero · f3 torre del nero · c2 cavallo del bianco · d2 alfiere del nero · h1 donna del bianco | b8 cavallo del bianco · d8 cavallo del nero · g7 pedone del nero · d6 pedone del nero · e6 pedone del nero · g6 alfiere del bianco · a5 pedone del nero · b5 re del bianco · d5 re del nero · e5 pedone del nero · g5 torre del bianco · h5 pedone del bianco · b4 pedone del nero · f4 pedone del nero · g4 pedone del nero · b3 torre del nero · f3 torre del nero · c2 cavallo del bianco · d2 alfiere del nero · h1 donna del bianco | b8 cavallo del bianco · d8 cavallo del nero · g7 pedone del nero · d6 pedone del nero · e6 pedone del nero · g6 alfiere del bianco · a5 pedone del nero · b5 re del bianco · d5 re del nero · e5 pedone del nero · g5 torre del bianco · h5 pedone del bianco · b4 pedone del nero · f4 pedone del nero · g4 pedone del nero · b3 torre del nero · f3 torre del nero · c2 cavallo del bianco · d2 alfiere del nero · h1 donna del bianco | b8 cavallo del bianco · d8 cavallo del nero · g7 pedone del nero · d6 pedone del nero · e6 pedone del nero · g6 alfiere del bianco · a5 pedone del nero · b5 re del bianco · d5 re del nero · e5 pedone del nero · g5 torre del bianco · h5 pedone del bianco · b4 pedone del nero · f4 pedone del nero · g4 pedone del nero · b3 torre del nero · f3 torre del nero · c2 cavallo del bianco · d2 alfiere del nero · h1 donna del bianco | b8 cavallo del bianco · d8 cavallo del nero · g7 pedone del nero · d6 pedone del nero · e6 pedone del nero · g6 alfiere del bianco · a5 pedone del nero · b5 re del bianco · d5 re del nero · e5 pedone del nero · g5 torre del bianco · h5 pedone del bianco · b4 pedone del nero · f4 pedone del nero · g4 pedone del nero · b3 torre del nero · f3 torre del nero · c2 cavallo del bianco · d2 alfiere del nero · h1 donna del bianco | b8 cavallo del bianco · d8 cavallo del nero · g7 pedone del nero · d6 pedone del nero · e6 pedone del nero · g6 alfiere del bianco · a5 pedone del nero · b5 re del bianco · d5 re del nero · e5 pedone del nero · g5 torre del bianco · h5 pedone del bianco · b4 pedone del nero · f4 pedone del nero · g4 pedone del nero · b3 torre del nero · f3 torre del nero · c2 cavallo del bianco · d2 alfiere del nero · h1 donna del bianco | 2 |
| 1 | b8 cavallo del bianco · d8 cavallo del nero · g7 pedone del nero · d6 pedone del nero · e6 pedone del nero · g6 alfiere del bianco · a5 pedone del nero · b5 re del bianco · d5 re del nero · e5 pedone del nero · g5 torre del bianco · h5 pedone del bianco · b4 pedone del nero · f4 pedone del nero · g4 pedone del nero · b3 torre del nero · f3 torre del nero · c2 cavallo del bianco · d2 alfiere del nero · h1 donna del bianco | b8 cavallo del bianco · d8 cavallo del nero · g7 pedone del nero · d6 pedone del nero · e6 pedone del nero · g6 alfiere del bianco · a5 pedone del nero · b5 re del bianco · d5 re del nero · e5 pedone del nero · g5 torre del bianco · h5 pedone del bianco · b4 pedone del nero · f4 pedone del nero · g4 pedone del nero · b3 torre del nero · f3 torre del nero · c2 cavallo del bianco · d2 alfiere del nero · h1 donna del bianco | b8 cavallo del bianco · d8 cavallo del nero · g7 pedone del nero · d6 pedone del nero · e6 pedone del nero · g6 alfiere del bianco · a5 pedone del nero · b5 re del bianco · d5 re del nero · e5 pedone del nero · g5 torre del bianco · h5 pedone del bianco · b4 pedone del nero · f4 pedone del nero · g4 pedone del nero · b3 torre del nero · f3 torre del nero · c2 cavallo del bianco · d2 alfiere del nero · h1 donna del bianco | b8 cavallo del bianco · d8 cavallo del nero · g7 pedone del nero · d6 pedone del nero · e6 pedone del nero · g6 alfiere del bianco · a5 pedone del nero · b5 re del bianco · d5 re del nero · e5 pedone del nero · g5 torre del bianco · h5 pedone del bianco · b4 pedone del nero · f4 pedone del nero · g4 pedone del nero · b3 torre del nero · f3 torre del nero · c2 cavallo del bianco · d2 alfiere del nero · h1 donna del bianco | b8 cavallo del bianco · d8 cavallo del nero · g7 pedone del nero · d6 pedone del nero · e6 pedone del nero · g6 alfiere del bianco · a5 pedone del nero · b5 re del bianco · d5 re del nero · e5 pedone del nero · g5 torre del bianco · h5 pedone del bianco · b4 pedone del nero · f4 pedone del nero · g4 pedone del nero · b3 torre del nero · f3 torre del nero · c2 cavallo del bianco · d2 alfiere del nero · h1 donna del bianco | b8 cavallo del bianco · d8 cavallo del nero · g7 pedone del nero · d6 pedone del nero · e6 pedone del nero · g6 alfiere del bianco · a5 pedone del nero · b5 re del bianco · d5 re del nero · e5 pedone del nero · g5 torre del bianco · h5 pedone del bianco · b4 pedone del nero · f4 pedone del nero · g4 pedone del nero · b3 torre del nero · f3 torre del nero · c2 cavallo del bianco · d2 alfiere del nero · h1 donna del bianco | b8 cavallo del bianco · d8 cavallo del nero · g7 pedone del nero · d6 pedone del nero · e6 pedone del nero · g6 alfiere del bianco · a5 pedone del nero · b5 re del bianco · d5 re del nero · e5 pedone del nero · g5 torre del bianco · h5 pedone del bianco · b4 pedone del nero · f4 pedone del nero · g4 pedone del nero · b3 torre del nero · f3 torre del nero · c2 cavallo del bianco · d2 alfiere del nero · h1 donna del bianco | b8 cavallo del bianco · d8 cavallo del nero · g7 pedone del nero · d6 pedone del nero · e6 pedone del nero · g6 alfiere del bianco · a5 pedone del nero · b5 re del bianco · d5 re del nero · e5 pedone del nero · g5 torre del bianco · h5 pedone del bianco · b4 pedone del nero · f4 pedone del nero · g4 pedone del nero · b3 torre del nero · f3 torre del nero · c2 cavallo del bianco · d2 alfiere del nero · h1 donna del bianco | 1 |
|   | a | b | c | d | e | f | g | h |   |

Soluzione:
1. Cd7?  [min. 2. Cb6#]

ma  1.… Ae3!
1. Ca6?  [min. 2. Cc7#]

ma  1.… Tbc3!
1. Dh4!  (min. 2.T×e5+ d×e5/R×e5 3. D×d8/Dg5‡]

1… Tfe3, Tbe3  2. Cd7  [3.Cb6#]

1… Ac3  2. Ca6  [3. Cc7‡]